# 图赖讷地区安格朗德
图赖讷地区安格朗德（法語：Ingrandes-de-Touraine，法語發音：[ɛ̃gʁɑ̃d də tuʁɛn]）是法国安德尔-卢瓦尔省的一个旧市镇，属于希农区。该旧市镇总面积9.46平方公里，2009年时的人口为500人。
图赖讷地区安格朗德已于2017年1月1日起和相邻的另外2个市镇合并成为新市镇卢瓦尔河畔科托。

## 人口
图赖讷地区安格朗德人口变化图示